# تسكانة
تُسكانة أو تُسكانا أو طُسقانة أو طُسكانة أو (نقحرة: توسكانا) (بالإيطالية: Toscana)‏ هو إقليم في إيطاليا تبلغ مساحته حوالي 23,000 كيلومترًا مربعًا ويبلغ تعداد سكانه حوالي 3,750,000 نسمة. العاصمة الإقليمية هي فلورنسا.
تعرف تُسكانة بمناظرها الخلابة وتراثها الفني الغني وتأثيره الواسع على الثقافة العالية. ينظر إلى تُسكانة على نطاق واسع بأنها مهد النهضة الإيطالية الحقيقي وكانت موطنًا لبعض أكثر الناس تأثيرًا في تاريخ الفنون والعلوم مثل بترارك ودانتي وبوتيتشيلي ومايكل أنجلو وليوناردو دا فينشي وغاليليو غاليلي وأمريكو فسبوتشي ولوكا باتشولي وبوتشيني. نتيجة لذلك، توجد في الإقليم العديد من المتاحف (مثل أوفيزي وقصر بيتي ومتحف كياتشيانو للفنون). يوجد في تُسكانة تقاليد فريدة من نوعها في الطهي وتعرف بنبيذها (أشهرها كيانتي وفينو نوبيلي دي مونتيبولتشانو وموريلينو دي سكانسانو وبرونيلو دي مونتالشينو).
أدخلت ستة مواقع تُسكانية إلى قائمة مواقع التراث العالمي وهي المركز التاريخي لمدينة فلورنسا (1982) والمركز التاريخي لسيينا (1995) وساحة كاتدرائية بيزا (1987) والمركز التاريخي لسان جيمينانو (1990) والمركز التاريخي لبيينزا (1996) وفال دورتشا (2004). علاوة على ذلك، توجد في تُسكانة أكثر من 120 محمية طبيعية. يجعل هذا من تُسكانة وعاصمتها فلورنسا وجهة سياحية شعبية جدًا تجذب الملايين من السياح كل عام. تستقبل فلورنسا نفسها ما معدله 10 ملايين سائح سنويًا حيث المدينة إحدى أكثرها زيارة في العالم (أصبحت المدينة في عام 2007 المدينة 46 من حيث عدد الزوار في العالم مع أكثر من 1.715 مليون زائر) 

## التاريخ

### الحضارة الفيلانوفية والأبينيني
يتوازى التاريخ ما قبل الإتروسكاني للمنطقة في أواخر العصر البرونزي والعصر الحديدي مع أوائل اليونان. سكن منطقة تُسكانة شعوب من حضارة الأبينيني في أواخر الألف الثاني قبل الميلاد (حوالي 1350-1150 ق.م) والذين كان لهم علاقات تجارية مع الحضارات المينوية والميسينية في بحر إيجة. ظهرت بعد ذلك الحضارة الفيلانوفية (1100-700 ق.م) في تُسكانة وبقية إتروريا والتي سيطرت عليها الزعامات القبلية. تطورت الدول المدن في أواخر العهد الفيلانوفي (على غرار اليونان وبحر إيجه) وقبل حدوث «التشريق» وظهور الحضارة الإتروسكانية.

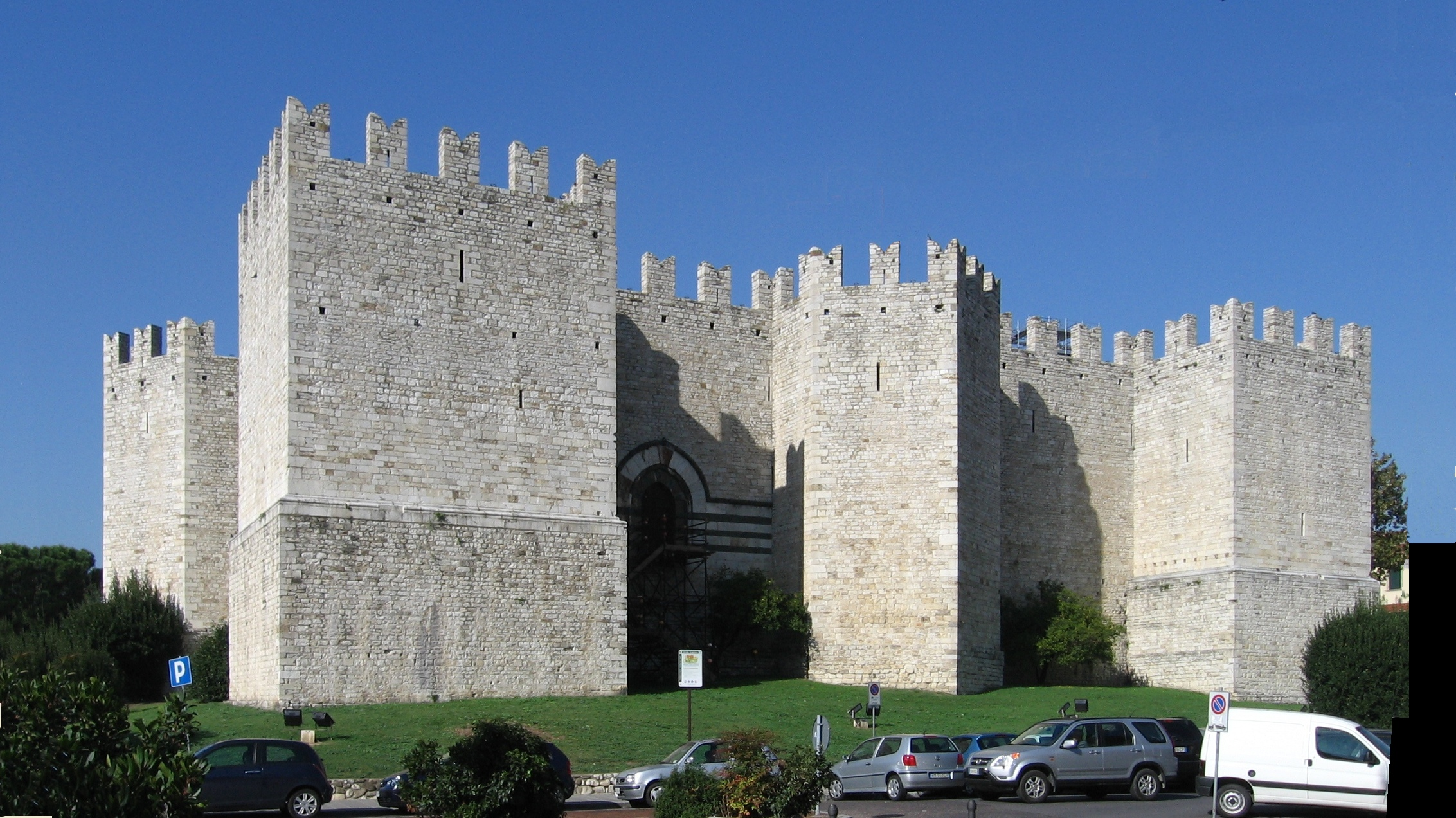
براتو

### الإتروريون

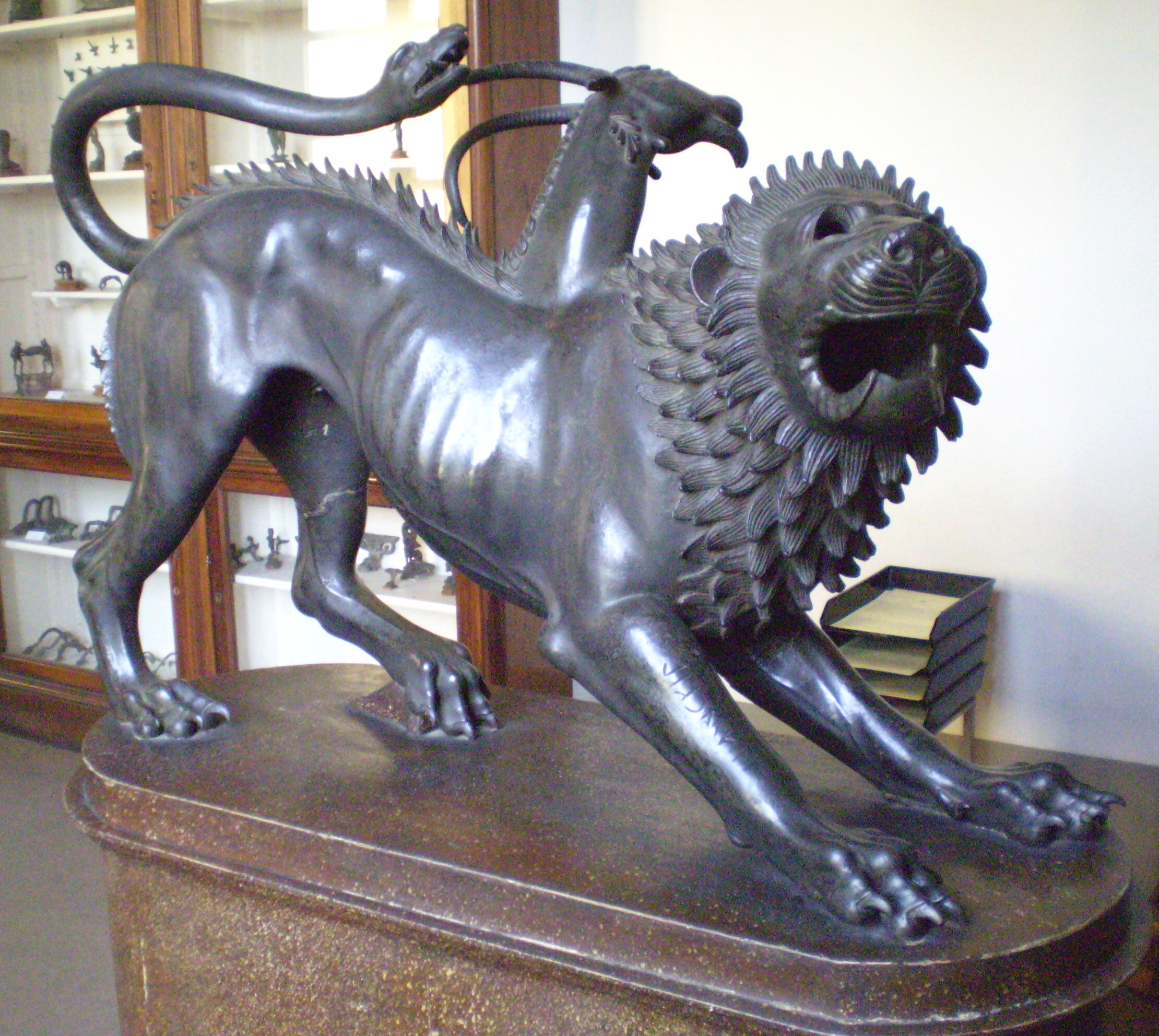
كيميرا أريتسو، برونز إتروري، 400 ق.م

أقام الإتروريون أول حضارة كبرى في هذه المنطقة، وكانت كبيرة بما يكفي لتأسيس البنية التحتية للنقل والزراعة والتعدين وإنتاج الفن النابض بالحياة. عاش الإتروريون في إتروريا في عصور ما قبل التاريخ. نمت تلك الحضارة لتملأ المنطقة الواقعة بين نهر أرنو ونهر التيبر من القرن الثامن قبل الميلاد، ووصلت ذروتها خلال القرنين السابع والسادس قبل الميلاد، وأخيرًا استسلمت للرومان في القرن الأول قبل الميلاد. طوال وجودها، فقدت تلك الحضارة أراضيها (في كامبانيا) لصالح ماجنا غراسيا وقرطاج والكلت. على الرغم من أن الإغريق المعاصرين نظروا إليها على أنها متميزة في الآداب والعادات،  فإن ثقافات اليونان وروما لاحقًا أثرت في تلك الحضارة إلى حد كبير. أحد أسباب زوالها في نهاية المطاف  هو استيعابها المتزايد من قبل الثقافات المحيطة بها، بما في ذلك اعتماد الطبقة العليا الإترورية من قبل الرومان.

### الرومان
بعد وقت قصير من استيعاب إتروريا، أنشأت روما مدن لوكا وبيزا وسيينا وفلورنسا حيث انتشرت في المنطقة تقنيات جديدة والتنمية والسلم. شملت هذه التطورات توسيع الطرق القائمة واستحداث قنوات المياه والمجاري وتشييد العديد من المباني العامة والخاصة. انهارت الحضارة الرومانية في الغرب في القرن الخامس الميلادي وانتقلت المنطقة إلى القوط وغيرهم. وصل اللونغوبارديون في القرن السادس وجعلوا من لوكا عاصمة لدوقية توسكيا.

## الجغرافية
تقع تُسكانة في جنوب إيطاليا وهي من أجمل المناطق السياحة في إطالية وفيها مناظر خلابة.

## صور

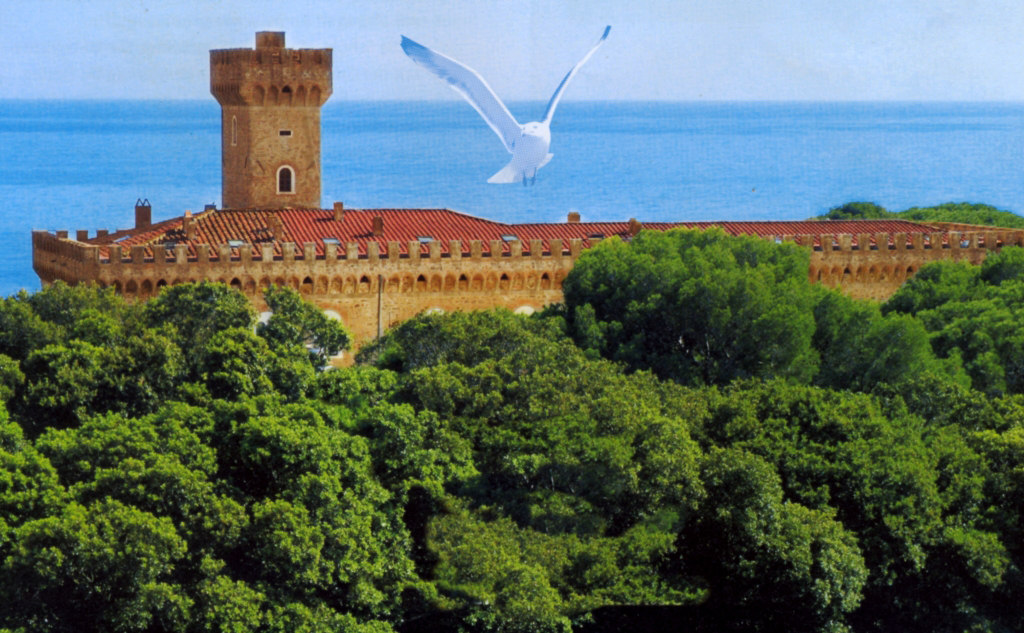
Castiglioncello Toscana

## الحكومة والسياسة

### التقسيمات الإدارية

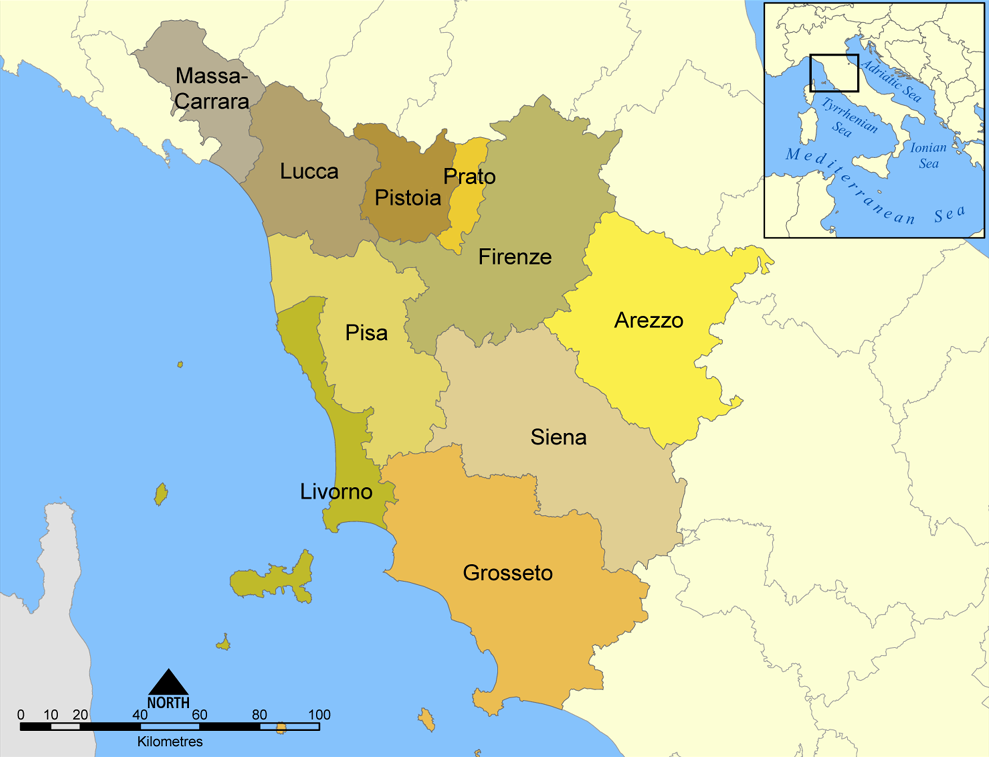
تُسكانة ومقاطعاتها

تتكون تُسكانة من عشرة مقاطعات هي:
- مقاطعة فلورنسا
- مقاطعة بيزا
- مقاطعة لِفُرنة
- مقاطعة سيينا
- مقاطعة أرِتسة
- مقاطعة ماسا كرارا
- مقاطعة غروسيتو
- مقاطعة لُكَّة
- مقاطعة براتو
- مقاطعة بستويا.

## وصلات خارجية
الموقع الرسمي

## اقرأ أيضا
- سنك تير
- بيزا